# Metildopa
Metildopa ou L-alfa-metildopa (abreviatura de L-α-Metil-3,4-Di-hidro-Oxi-Phenil-Alanina) é um pró-fármaco anti-hipertensivo usado especialmente para hipertensão gestacional e pré-eclampsia. É um agonista alfa-adrenérgico selectivo para alfa2. Nomes comerciais: Aldomet, Aldoril e Dopamet. Diminui a hipertensão, mas não a cura, de modo que é essencial que acompanhe dieta e exercício.

## Apresentação
Pode vir em comprimido ou xarope. Geralmente se toma de 12 em 12h ou de 6 em 6h. Não deve ser tomada com suplementos de ferro ou sódio.

## Mecanismo de ação
Promove estimulação os receptores adrenérgicos alfa2 do sistema nervoso central, que como tem função inibitória da liberação de noradrenalina(simpaticolítico), dilatando vasos arteriais e diminuindo a resistência vascular, não influindo muito no débito nem frequência cardíaca.
A enzima dopa decarboxilase (DDC) catalisa a quebra da metildopa em 3,4-diidroxifenilacetona e amônia, através do intermediário alfametildopamina.

## Efeitos indesejados
As mais comuns são: Sono, dor de cabeça, fraqueza, cansaço, pancreatite, náusea, boca seca, inchaço nas pernas e inflamação de glândulas salivares. Não se deve dirigir depois de tomar quando cause sono.

## Na gravidez
Categoria na gravidez: A (sem risco) ou B (usar com cautela) dependendo do país, sendo um dos hipertensivos mais seguros.
Em lactantes: C, (substituir se possível, com precaução).
Por sua importância na hipertensão durante a gravidez é considerado um dos medicamentos essenciais em serviços de saúde pela OMS.
Deve ser retirado aos poucos ou produz hipertensão reflexa.